# Josef Klampfer

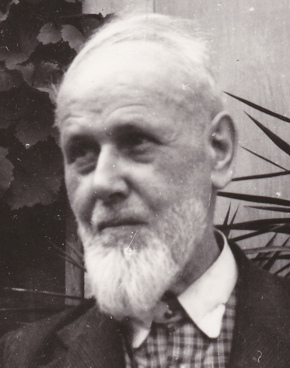
Josef Klampfer

Josef Klampfer (* 7. November 1892 in Schleedorf; † 19. Mai 1962 in Salzburg) war ein bekannter Salzburger Krippenkünstler.

## Leben
Josef Klampfer wurde 1892 als Sohn des Bäckers Josef Klampfer und seiner Frau Franziska geborene Huemer in Schleedorf im Bundesland Salzburg geboren. Er verdingte sich bei einem Bauern als Knecht, bis er als Soldat im Ersten Weltkrieg eingezogen wurde. 1915 wurde er durch einen Granatsplitter an der Wirbelsäule schwerst verwundet und kam in ein Lazarett nach Salzburg, in dem auch Maria Höller als Krankenschwester kriegsverpflichtet tätig war. Sie pflegte ihn aufopfernd und daraus wurde schließlich ein Bund fürs Leben. Josef Klampfer und Maria Höller heirateten am 28. März 1920. Maria Klampfer besorgte im Haus ihrer Tante in Salzburg Paracelsusstraße 12 eine Wohnung im Erdgeschoß, in der das Ehepaar bis zu seinem Lebensende wohnte. Josef Klampfer konnte zeit seines Lebens nur mit einem orthopädischen Stützgerüst und zwei Stöcken oder Krücken gehen und trat sehr wenig in der Öffentlichkeit auf.
Klampfer war seit 1921 bis zu seinem Lebensende unermüdlich mit Krippenarbeiten tätig. Seine ersten Anregungen bekam er vom Salzburger Wachspossierer und Krippenbauer Theodor Pfitzer. Erstmals wurde Klampfer in der Vereinsmitteilung „Die Weihnachtskrippe“ Dezember 1925 namentlich erwähnt. In den 1930er Jahren war er schon als Schnitzer von Krippenfiguren in Salzburg etabliert. Nach dem Ende des Zweiten Weltkrieges waren US-Soldaten in der Wohnung einquartiert. Daraus entstanden Kontakte in die USA und Klampferkrippen fanden auch den Weg über den Atlantik.
Seine Arbeit war auch geprägt von der engen Zusammenarbeit mit Bruder Pius Hochreiter von der Erzabtei St. Peter, mit dem er die Michaleli-Krippe schuf.
Schwer traf ihn das Schicksal noch einmal, als seine Frau Maria in den 1950er Jahren einen Schlaganfall mit Lähmungen erlitt. Sie starb am 19. April 1961 im Alter von 80 Jahren. Josef Klampfer folgte ihr am 18. Mai 1962. Beide sind im Petersfriedhof begraben.

## Werke
In der Volkskundlichen Sammlung des Salzburger Museums Carolino Augusteum befinden sich zahlreiche Werke: Eine Dioramenkrippe, eine kleinere Krippe, zwei Figurensätze unterschiedlicher Größe, eine große Heiligen-Drei-Königsgruppe, ein König mit Gefolgsleute und andere.
Michaeli-Krippe in der St. Michaelskirche am Residenzplatz: Sie zeigt den biblischen Jahreskreis mit Stadt-Salzburg-Motiven. Es ist eine Kastenkrippe hinter Glas. Die Panoramen schuf Bruder Pius vom Erzabtei St. Peter, die Figuren, oft nur 4 cm groß, schnitzte Josef Klampfer. Die Kirche wurde 2015 renoviert.
Schleedorf: Um 1950 schuf Josef Klampfer für die Pfarrkirche Schleedorf (sein Geburtsort) eine Kirchenkrippe.
Hauskrippen: Klampfer schuf eine erhebliche Zahl von kleineren Krippen für private Krippenfreunde. Besonders im Raum Salzburg und Oberösterreich, aber selbst in den USA.